# 港口湾水库
港口湾水库位于中国安徽省宁国市，是以防洪、发电为主要功能的大型水库。又称青龙湖。
在水库建设中，原居住在库区的居民被安置至宣州市，并成立天湖镇，与上海飞地上海市军天湖农场社区毗邻，仍由宁国市管辖，为宁国市在宣州区的飞地。